# Agence de promotion des investissements
Une agence de promotion des investissements (API) est le plus souvent une agence gouvernementale (ou parfois une organisation à but non lucratif fonctionnant de la même manière qu'une chambre de commerce ou une société de conseil aux entreprises) dont la mission est d'attirer des investissements dans un pays, un état, une région ou une ville. Pour ce faire, ils utilisent des activités de marketing en faisant connaître un emplacement comme une destination attrayante pour l'investissement.

## Fonctions
En général, les API ont quatre fonctions essentielles: 
- la construction de l'image du pays d'accueil des IDE;
- la génération d'investissements;
- la gestion de projet;
- les services de suivi.

Si les API jouent un rôle important pour attirer les investissements vers les pays développés, certains API ont une fonction de plaidoyer supplémentaire.
Pour ce faire, l'API présente aux investisseurs des fournisseurs locaux (matières premières ou autres intrants); fournir des données statistiques et des informations commerciales utiles telles que les indicateurs macroéconomiques (PNB, PIB, IDH, inflation, etc.), la productivité du travail, les salaires moyens, les secteurs attractifs de l'économie nationale; un soutien pratique comme l'obtention de permis ou l'exécution d'autres obligations administratives; et en gérant les incitations à l'investissement que la ville, l'État ou le pays peut offrir aux investisseurs étrangers (entreprises ou particuliers).